# Rattlesnake: The Ahanna Story
Rattlesnake: The Ahanna Story, también conocida como The Armadas, es una película de acción y suspenso nigeriana de 2020 producida por Charles Okpaleke y dirigida por Ramsey Nouah. Es la adaptación oficial de la película clásica nigeriana de 1995 Rattlesnake, dirigida por Amaka Igwe. Está protagonizada por Stan Nze, Chiwetalu Agu, Osas Ighodaro, Omotola Jalade Ekeinde y Ayo Makun. Se estrenó en cines el 13 de noviembre de 2020. Recibió críticas mixtas y ocupó el puesto 24 en la lista de películas nigerianas más taquilleras de todos los tiempos. Es considerada como una de las mejores películas nigerianas de 2020.

## Sinopsis
Ahanna (Stan Nze) es un joven que ha decidido robar la vida que siempre quiso y soñó, así que reúne a un grupo de hombres llamados "The Armadas" con habilidades diferentes, para realizar una serie de robos espectaculares.

## Elenco
- Stan Nze como Ahanna Okolo
- Chiwetalu Agu como Odinaka
- Osas Ighodaro como Amara
- Omotola Jalade Ekeinde como Maimuna Atafo
- Ayo Makun como Timi Phillips
- Bucci Franklin como Nzenozo
- Emeka Nwagbaraocha como Sango
- Efa Iwara como Bala
- Tobi Bakre como Ike
- Brutus Richards como Smoke
- Odera Adimorah como Egbe
- Elma Mbadiwe como Adaugo
- Rebecca Nengi Hampson como Boma George
- Norbert Young como Ali Mahmood
- Sonny McDon como Louis
- Gloria Young como Madam Ngozi Maduako
- Ejike Asiegbu como político
- Chinyere Wilfred como Nancy

## Producción
El proyecto cinematográfico fue el segundo del director Ramsey Nouah después de Living in Bondage: Breaking Free de 2019. También marcó la segunda colaboración entre el director y el productor Charles Okpaleke que ya habían trabajado juntos en la película de 2019. Tras el éxito de taquilla de Living in Bondage: Breaking Free, se anunció la realización de este proyecto como una nueva versión de la película clásica Rattlesnake de 1995. El anuncio fue realizado por el productor en marzo de 2020. Inicialmente se especuló que se trataría de una secuela, pero el productor rechazó las especulaciones afirmando que sería una la nueva versión.
Sonny McDon fue el único miembro del elenco de la película de 1995 contratado para desempeñar un papel secundario. Stan Nze fue escogido para darle vida al protagonista, Ahanna, interpretado por Francis Duru en la versión original. La segunda finalista de Big Brother Naija Lockdown Nengi Rebecca Hampson también participó un papel secundario, siendo ese su debut como actriz en el cine.
El primer afiche fue presentado por Play Network Studios el 1 de septiembre de 2020 a través de Instagram. La mayoría de las escenas de la película se rodaron principalmente en Lagos, Abuya y Ciudad del Cabo, Sudáfrica. La filmación tomó solo cuatro semanas en medio de la pandemia de COVID-19 en Nigeria.

## Banda sonora
La música fue compuesta por Larry Gaaga. Se compusieron un total de ocho pistas. El álbum de la banda sonora obtuvo una recepción positiva.

## Lanzamiento y taquilla
La película se estrenó en los cines FilmHouse en Lagos el 11 de noviembre de 2020 antes del estreno general. Se estrenó en cines el 13 de noviembre de 2020 coincidiendo con las protestas a nivel nacional para poner fin al SARS en Nigeria contra la banda policial del SARS. Recaudó más de ₦ 13 millones (₦ 13,567,700) en la primera semana. El acumulado final se situó en ₦ 70,381,550 en taquilla.
En una reseña de Culture Custodian, Franklin Ugobude dijo: "La maldición de cada adaptación es la comparación inevitable con el original y si se compara con él o no, y está simplemente no puede atar las botas de la obra original de Amaka Igwe". Otro crítico calificó la película con un 6.2 / 10 diciendo "Es entretenida y agotadora a la vez... pero al mismo tiempo, te deja con un hormigueo de orgullo por el hecho de que la realización de películas en Nollywood ha crecido a pasos agigantados".